# پرخورست (دهانه)
پرخورست یک دهانه برخوردی در ماه‌ است.

## دهانه‌های اقماری
این دهانه ۶ دهانه اقماری دارد.
| Parkhurst | عرض جغرافیایی | طول جغرافیایی | قطر          |
| --------- | ------------- | ------------- | ------------ |
| B         | ۳۲.۰° S       | ۱۰۴.۴° E      | ۳۰.۰ کیلومتر |
| D         | ۳۲.۸° S       | ۱۰۵.۴° E      | ۲۷.۰ کیلومتر |
| K         | ۳۶.۳° S       | ۱۰۵.۲° E      | ۱۱.۰ کیلومتر |
| Q         | ۳۵.۰° S       | ۱۰۱.۶° E      | ۳۷.۰ کیلومتر |
| Y         | ۲۹.۹° S       | ۱۰۲.۸° E      | ۴۹.۰ کیلومتر |
| X         | ۳۱.۵° S       | ۱۰۲.۳° E      | ۱۲.۰ کیلومتر |